# Malediwy na Mistrzostwach Świata w Lekkoatletyce 2011
Malediwy na Mistrzostwach Świata w Lekkoatletyce 2011 były reprezentowane przez 2 zawodników – 1 kobietę i 1 mężczyznę.

## Wyniki reprezentantów Malediwów

### Mężczyźni

#### Konkurencje biegowe
| Konkurencja   | Zawodnik       | Runda 1  | Runda 1 | Runda 2  | Runda 2 | Półfinał | Półfinał | Finał    | Finał   |
| Konkurencja   | Zawodnik       | Rezultat | Pozycja | Rezultat | Pozycja | Rezultat | Pozycja  | Rezultat | Pozycja |
| ------------- | -------------- | -------- | ------- | -------- | ------- | -------- | -------- | -------- | ------- |
| Bieg na 800 m | Shifaz Mohamed | NQ       | NQ      | 2:01,05  | 43      | NQ       | NQ       | NQ       | NQ      |

### Kobiety

#### Konkurencje biegowe
| Bieg na 200 m | Afa Ismail | NQ | NQ | 26,48 | 38 | NQ | NQ | NQ | NQ | NQ | NQ |